# 僕のおもちゃ箱
「僕のおもちゃ箱」(MY TOY BOX)は、1969年4月10日に発売された加藤和彦のソロ名義による1枚目のシングルである。

## 解説
「僕のおもちゃ箱」は加藤和彦のソロ・デビューシングルで、加藤によれば、この曲はザ・フォーク・クルセダーズ解散後の進路を決めかねていた頃に作ったもので、確固とした方向性はないものの、フォークルでできなかったことを試みた曲だという。歌詞は北山修が手がけており、加藤は音楽的な傾向としてジミー・ウェッブやグレン・キャンベルからの影響を挙げている。一方、カップリング曲「明日晴れるか」の歌詞は阿久悠が担当し、ミュージシャンは「加藤和彦とそのグループ」名義になっている。加藤によれば、「そのグループ」には当時親しい間柄だった木田高介の人脈によるジャズ系のミュージシャンが参加しているという。

## アートワーク
カバーには川仁忍が撮影した写真が使用され、歌詞には手書き文字が使われた。また、同じく手書きによる「ジョン動物シリーズその1」と題する加藤作の童話も記載されている。なお、歌詞カードとレーベルではタイトル・トラックの表記が「僕のオモチャ箱」となっている。

## 収録曲

### SIDE  A
1. 僕のおもちゃ箱 (MY TOY BOX)  –  (3:25)
作詞：北山修、作曲：加藤和彦、編曲：ありたあきら

### SIDE B
1. 明日晴れるか (IT WILL BE FINE TOMORROW)  –  (3:20)
作詞：阿久悠、作曲：加藤和彦、編曲：加藤和彦とそのグループ

## クレジット
- DESIGNER / M.HIRONO
- PHOTO / S.KAWANI

## アルバム収録
「僕のおもちゃ箱」はレコード会社の意向により、加藤の初のソロ・アルバム『ぼくのそばにおいでよ』に収録されたが、1991年のCD化に際してはボーナス・トラック扱いとなっている。「明日晴れるか」は1977年発表の『Catch-22』に初収録されている。